# 堀内駅
堀内駅（ほりないえき）は、岩手県下閉伊郡普代村にある三陸鉄道リアス線の駅である。
駅の愛称は「義経の祈り」。源義経にゆかりのある鵜鳥神社（うのとりじんじゃ）が近くにあることに由来する。

## 歴史
- 1975年（昭和50年）7月20日：日本国有鉄道久慈線の駅として開業[1]。無人駅[1]。
- 1984年（昭和59年）4月1日：三陸鉄道に転換[2][3]。北リアス線の所属となる[3]。
- 2011年（平成23年）3月11日：東北地方太平洋沖地震による津波被害で、当駅を含む区間が運休したため閉鎖。当駅自体は高台（標高約30メートル[4]）にあったため、津波による直接の被害を免れている。
- 2012年（平成24年）4月1日：陸中野田 - 田野畑間の運行再開により営業を再開[5]。

## 駅構造
単式ホーム1面1線の地上駅。ホーム側に待合室を、待合室と駅入口の間にトイレを併設している。

ホーム（袖が浜駅の駅名標はドラマを記念して設置されたもの）
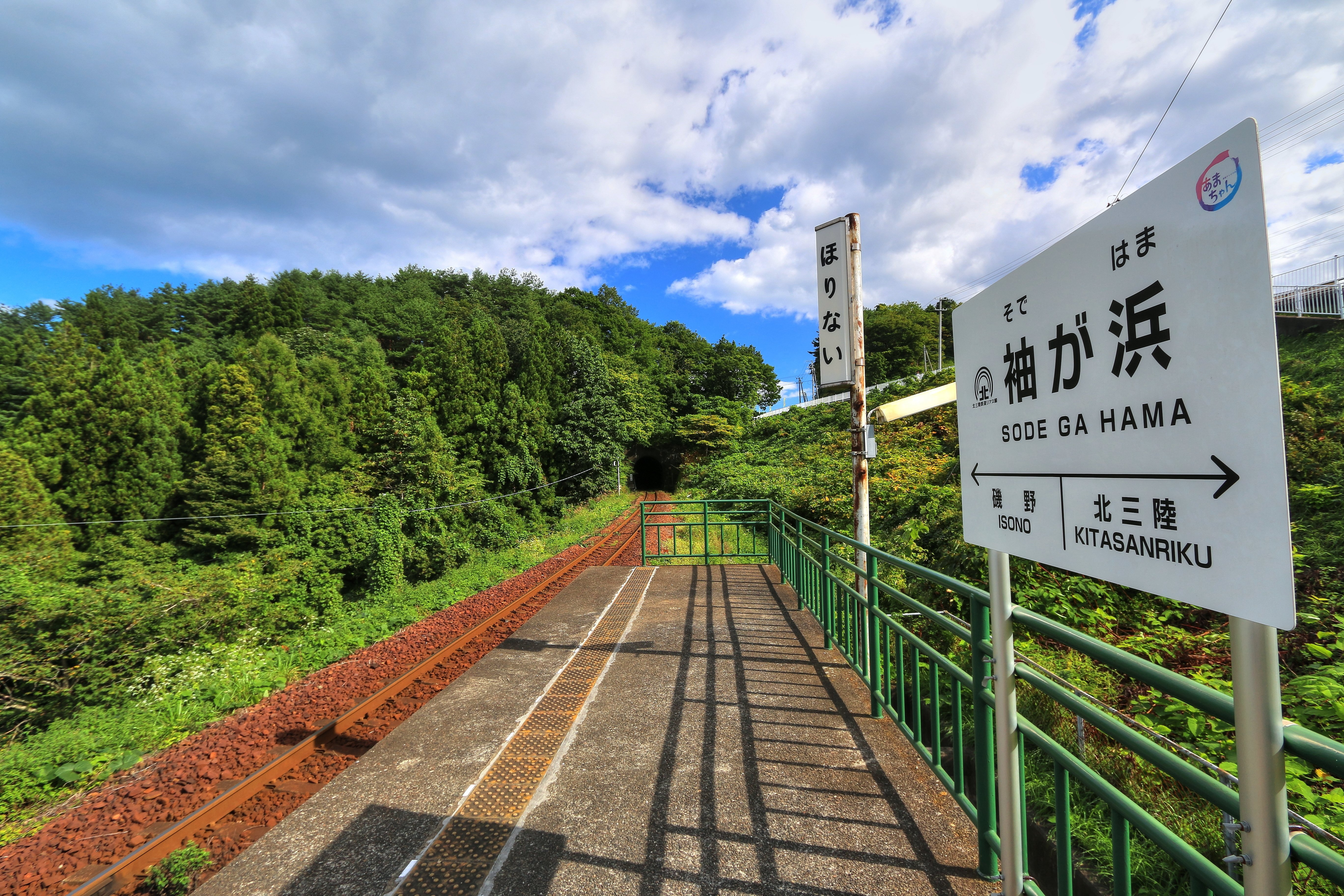
袖が浜駅の駅名標と堀内駅の縦型駅名標（2015年9月）

## 利用状況
| 1日乗降人員推移 | 1日乗降人員推移 |
| 年度            | 1日平均人数     |
| --------------- | --------------- |
| 2012年          | 36              |
| 2013年          | 41              |
| 2014年          | 34              |
| 2015年          | 30              |
| 2016年          | 23              |
| 2017年          | 25              |
| 2018年          | 36              |

## 駅周辺

駅と堀内漁港を眺める（2015年9月）

国道と漁港の間にある駅で、当駅のホームから堀内漁港を眺めることができる。駅入口側を国道（三陸浜街道）が通るが、バイパスの三陸沿岸道路（野田久慈道路）はトンネル（堀内トンネル）で当駅付近を通過するため、インターチェンジは設けられていない。
- 堀内郵便局
- 国道45号（三陸浜街道）
- 安家川
- 堀内漁港

## その他
- 当駅の前後にある大沢橋梁と安家川（あっかがわ）橋梁は[6]、太平洋の眺めの良さから観光客が多く利用する列車において徐行・停車サービスを実施している。なお、大沢橋梁は2013年（平成25年）4月から9月に放映されたNHK連続テレビ小説『あまちゃん』で、天野アキ（演 - 能年玲奈）や天野春子（演 - 小泉今日子〈アキの母親役〉）が上京するシーンで天野夏（演 - 宮本信子〈アキの母方の祖母役〉）が大漁旗を振って見送るシーンのロケ地として登場した[作品 2]。
- 当駅はNHK連続テレビ小説『あまちゃん』で、主人公（天野アキ）の住居の最寄り駅である「袖が浜駅」として撮影に使用された[作品 1][作品 2][作品 3]。なお、足立ユイ（演 - 橋本愛）が「アイドルになりたーい」と叫ぶシーンは当駅で撮影したものであり[作品 1][作品 4][作品 5]、（当駅の）待合室には駅ノートが設置されている[作品 1]。このため、観光客が多く利用する列車において記念撮影のために、当駅での停車時間が多めに取られている。

## 隣の駅
三陸鉄道
■リアス線
白井海岸駅 - 堀内駅 - 野田玉川駅